# 小鰭睡鯊
小鰭睡鯊（學名：Somniosus rostratus）屬於夢棘鮫科，棲息於東北大西洋與西地中海水深200至1,330公尺處。體長可達1.43（4英尺8英寸）。

## 分布
小鰭睡鯊分布於東北大西洋與西地中海，也能在以色列及古巴發現。

### 棲息地
小鰭睡鯊棲息於200至1,330公尺水深處，但也有可能棲息於更深層的水域中。牠們為深海底棲性（Bathydemersal）的物種，多半能於外大陸棚的泥沙沉積物附近發現。

### 繁殖與成長
小鰭睡鯊體長可達1.43（4英尺8英寸），雄性於體長71（28英寸）時達到性成熟，雌性則於體長80（31英寸）時達到性成熟，且為卵胎生，一次能產下 8-17 頭幼鯊。其他繁殖習性則仍然未知。

### 食性
小鰭睡鯊主要以頭足類為食，例如帆魷屬及歐洲北魷。縱使牠們會被捕捉底棲魚為主的漁具捕獲，但從其胃中的獵物（都是移動快速的物種）來判斷，小鰭睡鯊應該是很活躍的掠食者。而這也解釋了為何在捕捉深海底棲於時很少能捕捉到牠們。

## 威脅
小鰭睡鯊有時會在東大西洋的延繩捕魚或底拖網中發現，但由於沒有經濟價值，多半會直接棄回海中。
小鰭睡鯊可能和其他的睡鯊一樣是生長緩慢的物種，且由於分布區域小，漁業活動可能會對牠們族群的數量造成威脅。

## 保育現況
雖然並沒有針對小鰭睡鯊的特別保育措施，但是地中海漁業委員會現在禁止了水深1,000公尺以上的底拖網作業。